# Micha Josef Berdyczewski
Micha Josef Berdyczewski ou Berdichevsky (en hébreu : מיכה יוסף ברדיצ'בסקי), de nom de plume Mikhah Yosef Bin-Gorion, né le 19 août 1865 (31 août dans le calendrier grégorien) à Medschybisch en Petite Russie dans l’Empire russe (actuellement Medjybij en Ukraine) et mort le 18 novembre 1921 à Berlin, est un écrivain de langue hébraïque, un journaliste et un érudit. Il encourage les Juifs à modifier leur façon de penser, à se libérer des dogmes régissant la religion juive, la tradition et l'histoire. Il est aussi reconnu pour son travail sur la mythologie et les légendes juives prémodernes. Il écrit en hébreu, en yiddish et en allemand et est considéré comme le premier écrivain hébreu vivant à Berlin à être révéré dans le monde littéraire germanique.

## Biographie

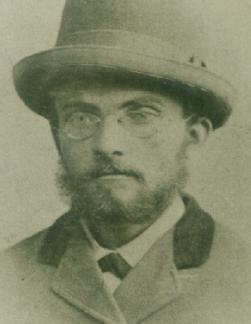
Berdyczewski jeune

Micha Josef Berdyczewski est né en 1865 dans la ville de Medjybij dans la partie ouest de l'Ukraine, dans une famille de rabbins hassidiques. Son père est le rabbin de la ville. Dans sa jeunesse il commence à lire des ouvrages sur la Haskala (mouvement des Lumières juif), et son influence sera notable dans son œuvre. Berdyczewski est forcé de divorcer de sa première femme à la suite d'objections familiales concernant son implication dans la littérature séculière. Il s'installe alors à la Yechiva de Volojine, mais là aussi sa poursuite de l'étude de textes non conventionnels, suscite incompréhension et colère.
Une de ses premières publications traite de cette période de sa vie: l'article intitulé "Hetzitz V'nifga" (en hébreu: הציץ ונפגע), littéralement: "a regardé et s'est fait mal", signifiant que l'étude de certains textes la conduit à l'hérésie, est publié en 1888 dans le journal  Ha-Melitz. La majorité de son œuvre à partir de cette période est polémique, et son style émotionnel devient sa caractéristique première tout au long de sa carrière littéraire.
En 1890, il se rend en Allemagne et en Suisse où il s'inscrit aux universités de Berlin de Breslau (maintenant Wrocław en Pologne)  et de Berne, et termine son doctorat. À cette époque, il étudie les œuvres des philosophes allemands Nietzsche et Hegel, qui vont profondément l'influencer. Au cours des dix années, précédant son retour en Ukraine, il publie de nombreux articles et histoires dans les journaux hébreux. Quand il se marie en 1900 avec Rahel Ramberg, Berdyczewski a déjà publié dix livres.
À son retour en Ukraine, Berdyczewski est témoin de la dure réalité de la vie juive dans la Zone de Résidence. Dès lors, un grand nombre de ses histoires auront pour sujet la détérioration de la façon de vie traditionnelle juive.
Après un court séjour à Varsovie, Berdyczewski retourne en Allemagne en 1911, où il vivra jusqu'à sa mort en 1921. Il est enterré au cimetière juif de Berlin-Weißensee.

## Carrière littéraire
Berdyczewski adopte le nom de Bin-Gorion (fils de lion), initialement pour signer un recueil de ses œuvres qu’il publie à Berlin en 1914. Le nom de Bin-Gorion est aussi inscrit sur sa tombe. Il passe les dernières années de sa vie en se plongeant dans l’écriture et la recherche, en recueillant des légendes juives et des contes folkloriques et en publiant aussi bien en hébreu, qu’en yiddish ou en allemand.
Après sa mort, sa femme et son fils Emanuel Bin-Gorion traduisent une partie de son œuvre en allemand, dont Die Sagen der Juden (Les légendes des Juifs) en 1935 et Der Born Judas , publié en six volumes.
La popularité de Berdyczewski parmi les Juifs de l’époque est attribuée à sa façon d’exprimer leur attitude ambivalente entre le monde traditionnel juif et la culture séculière européenne.

## Commémoration
Le moshav israélien Sdot Micha, fondé en 1955, a été nommé en son honneur.

## Recueils de contes
- (de) Die Sagen der Juden (Les légendes des Juifs), rassemblées et corrigées par Micha Josef Bin Gorion. Les textes sont traduits en allemand par Rahel Ramberg-Berdyczewsky[4].
  - Volume 1 Von der Urzeit : jüdische Sagen und Mythen (De l'époque préhistorique : légendes et mythes juifs) ; 1913
  - Volume 2 Die Erzväter : jüdische Sagen und Mythen (Les Patriarches : légendes et mythes juifs) ; 1914
  - Volume 3 Die Zwölf Stämme’’ : jüdische Sagen und Mythen (Les douze tribus : légendes et mythes juifs) ; 1919
  - Volume 4 Mose : jüdische Sagen und Mythen (Moïse : légendes et mythes juifs); 1926
  - Volume 5 Juda und Israel : jüdische Sagen und Mythen (Les royaumes de Juda et d'Israël : légendes et mythes juifs); 1927
- (de) Der Born Judas: Legenden, Märchen und Erzählungen (légendes, contes merveilleux et histoires)[5]
  - Volume 1 Von Liebe und Treue (De l'amour et de la fidélité)
  - Volume 2 Vom rechten Weg (Du bon chemin)
  - Volume 3 Mären und Lehren (Contes et leçons).
  - Volume 4 Weisheit und Torheit (Sagesse et folie)
  - Volume 5 Volkserzählungen (Contes folkloriques).
  - Volume 6 Kabbalistische Geschichten (Histoires cabalistiques).

## Autres œuvres
- (de)Die ersten Menschen und Tiere: Auswahl aus den Sagen der Juden (Les premiers hommes et animaux: sélection parmi les légendes des Juifs); 1917[6]
- (de) Abraham, Isaak und Jakob: Auswahl aus den Sagen der Juden (Abraham, Isaac et Jacob: sélection parmi les légendes des Juifs); 1917[7]
- (de) Vom östlichen Judentum. Religiöses, Literarisches, Politisches (Du judaïsme oriental. Religieux, Littéraire, Politique); 1918[8]
- (de) Vor dem Sturm. Ostjüdische Geschichten (Avant la tempête. Histoires des Juifs de l'Est); 1919[9]
- (de) Zwei Generationen. Erzählungen (Deux générations. Histoires); 1918[10]
- (de) Nachgelassene Schriften: Sinai und Garizim: über den Ursprung der israelitischen Religion ; Forschungen zum Hexateuch auf Grund rabbinischer Quellen (Écrits posthumes: Sinaï et Garizim: sur l'origine de la religion israélite; Recherche sur l'Hexateuque sur la base de sources rabbiniques); 1926[11]
- (de) Joseph und seine Brüder (Joseph et ses frères); 1933[12]